# دنیل پتروف
دنیل پتروف (بلغاری: Даниел Божилов Петров؛ زادهٔ ۸ سپتامبر ۱۹۷۱) بوکسور اهل بلغارستان بود.